# マーティ・グロス
マーティ・グロス（英語: Marty Gross、1948年5月28日 - ）は、カナダの映画監督、アーキビストおよび日本文化コンサルタント。
1974年以来、『As We Are』、『陶器を創る人たち』（原題: Potters at Work）、 『文楽 冥途の飛脚』（原題: The Lovers' Exile）といった映像作品を制作・監督したほか、日本の芸術や工芸に関する映像の修復に関わった。

## 来歴
1948年カナダのトロント生まれ。郊外にあるヨーク大学に入学し、東洋学と芸術を学んでいた1970年、陶工となることを志して来日。常滑の窯元で陶工の見習い修行をした。帰国したグロスはフリースクールの教員などとして、貧困家庭の子供や知能障害のある子供に教育支援をしていたが、1972年に倉庫を改装してTempus Art Centreを設立した。以来同施設は陶芸や写真、絵画の教室として今日まで運営されている。
こうした教育活動を通じて障害を持った児童と触れ合ったグロスは1974年に自閉症の児童たちが芸術を学ぶ姿を記録したドキュメンタリー映画、『As We Are』を制作した。この作品は1975年のオーバーハウゼン国際短編映画祭で大賞を受賞し、映画監督としての第一歩となった。
1975年には再び来日し、小石原焼の第一人者だった太田熊雄、及び小鹿田焼の陶工坂本茂木の元に住み込みで密着して、陶器をつくる一家の様子を描いた二作目の映画、『陶器を創る人たち』（原題: Potters at Work）を撮影した。ナレーションや音楽もなく、窯の中で燃える炎の音のような現場で収録したものの他には何も足さない映像は、日本では「芸術映画にありがちな強調や観光映画にありがちな美しさもない画面にむしろ日本の無名の陶工と陶器の本質が見透かされているようだ」と紹介された。グロス自身は、日本を初めて題材として扱ったこの映画によって日本の芸術家や映画監督に認知されることが増えたと語っている。
1977年に『陶器を創る人たち』を試写するために来日。この時に出会った文楽関係者から文楽を見ることを勧められ、文楽を映画にする可能性を感じはじめたグロスは、1979年から実際に『文楽 冥途の飛脚』の制作を開始した。大映の京都撮影所に当時の文楽の劇場であった朝日座の舞台を再現した上、吉田玉男や竹本越路大夫ら文楽協会の出演を仰いで撮影されたこの映画では、近松の原作『冥途の飛脚』で本来「淡路町の段」「封印切の段」「新口村の段」を合わせて三時間かけ上演される内容が一時間半に収められている。英語字幕はドナルド・リチー。

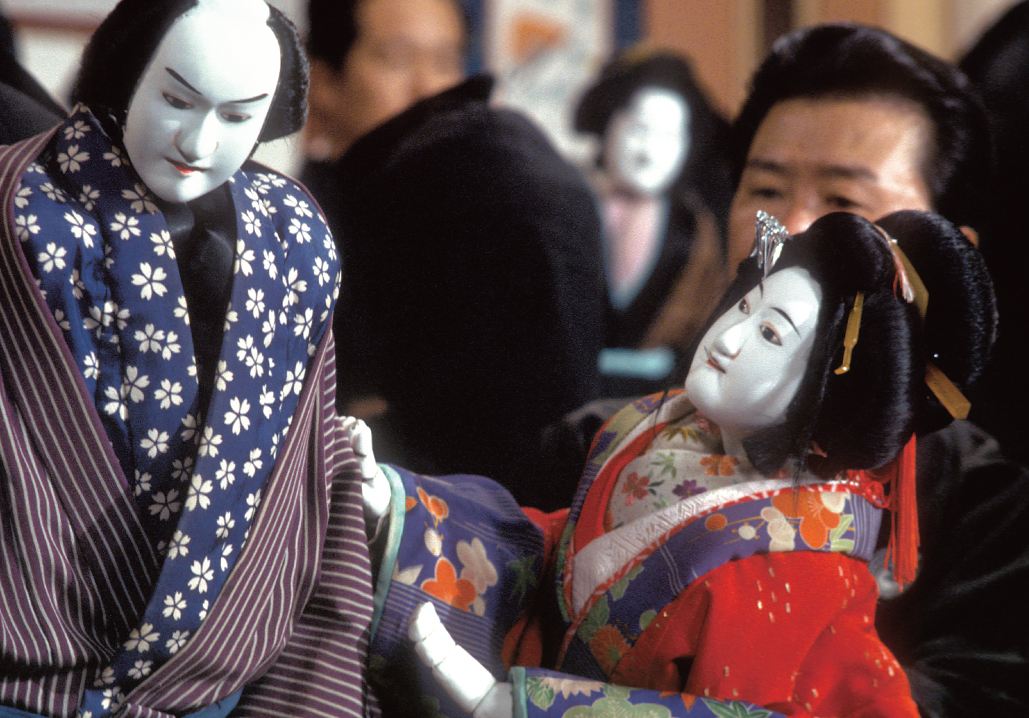
『文楽 冥途の飛脚』カバー写真

同作は日本では上映されなかったものの、海外ではPBSなどのテレビや映画館で放送及び上映され、劇場のセットを組み、文楽の狂言と切り離すことのできない劇場での観劇体験を映像化した点や文楽そのものを海外に紹介した功績が批評家から高い評価を受けた。特に文学評論家のノースロップ・フライは後に『文楽 冥途の飛脚』についてグロスのインタビューに答え、その記録がトロント大学から出版されたフライの対談集に残っている。本邦では「幻の文楽シネマ」とさえ呼ばれていたこの映画もデジタルリマスター版が2011年と2017年の二回、東京都写真美術館において公開された。
この他、90年代には市川猿之助を主役とした映画の企画が存在していたが、実現しなかった。

## その他の活動

### コンサルティング
日本の陶芸や文楽に関する映画の制作によって海外では日本文化の紹介者、有識者として知られる一方、日本国内の映画関係者との交流もあるグロスは、海外の名作映画をアメリカにおいて公開する配給会社ヤヌス・フィルム、及びその親会社クライテリオンの日本部門のコンサルタントとしても活躍している。ドナルド・リチーの推薦によってその後を継ぐ形でコンサルタントとなってからは黒澤や小津、伊丹といった監督らの作品をアメリカにおいて販売・公開するための仲介をしながら、資料のために宍戸錠のような俳優、鈴木清順等の監督・制作関係者へのインタビューを行っている。
この他、2006年には長年黒澤の助監督を務めた野上照代による『天気待ち 監督・黒澤明とともに』の英語訳に携わるなど、出版の分野にも関わっている。

### 民藝運動に関する修復・保護活動
1975年、『陶器を創る人たち』の制作後、バーナード・リーチの著作を読んで、リーチが戦前の日本の工芸を記録した映像を持っていることを知り、英国コーンウォール在の本人のもとを訪れた。直接対面した晩年のリーチは1934年から翌年にかけて撮影されたフィルムをグロスに預け、彼はこれを修復したが、このことがきっかけとなって民藝運動に関する古い映像・音声資料を収集及び修復しながら民藝運動に関するアーカイブを構築している。こうして修復されたフィルムを「運動の草創期の資料として貴重だ」と評価する民芸の研究者などもいる。
同様の修復・保護活動ではリーチや濱田庄司本人の肉声や、「現代の職人や専門家」らによって収録された解説・ナレーションが映像に付け加えられ、オーラルヒストリーとしての役割も帯びている。

## 主な監督作品
- As We Are (1974)
- 陶器を創る人たち[26] Potters at Work (1976)
- 文楽 冥途の飛脚 The Lovers' Exile (1980)
- The Leach Pottery, 1952 (2007)